# Tiger-Klasse (1959)
Die drei Schiffe der Tiger-Klasse waren die letzten konventionellen leichten Kreuzer der britischen Royal Navy. Die Schiffe wurden ursprünglich als Teil der Minotaur-Klasse bestellt und zu Wasser gelassen, jedoch aufgrund des Kriegsverlaufs und sich ändernder Anforderungen an Kriegsschiffe nicht mehr fertiggestellt. Erst Ende der 1950er Jahre wurden die Schiffe mit einem stark geänderten Design als eigene Klasse in Dienst gestellt. Nach einem weiteren Umbau von zwei der drei Schiffe zu Lenkwaffen- und Hubschrauberkreuzern dienten sie bis zum Ende der 1970er-Jahre in der Royal Navy und wurden anschließend abgewrackt.

## Geschichte
Die Minotaur-Klasse, auch bekannt unter dem Namen Swiftsure-Klasse (nach dem ersten Schiff der Klasse, der HMS Swiftsure), war eine in den Jahren 1941 und 1942 bestellte Klasse Leichter Kreuzer. Die neun geplanten Einheiten sollten mit etwa 8800 Standardtonnen Verdrängung und einer Bewaffnung von 3×3 BL-6-Zoll-Geschützen die Schiffe der Crown-Colony-Klasse ersetzen. Ihr Bau stand jedoch schon von Beginn an unter einer niedrigen Priorität wegen der Kriegslage und der fehlenden Kapazitäten des Entwurfs zur U-Boot-Bekämpfung. Ebenso waren keine Torpedorohre vorgesehen und die Luftabwehrbewaffnung entsprach nicht mehr der wachsenden Bedrohungslage durch feindliche Flugzeuge.
Drei der originären Einheiten wurden während des Krieges noch in Dienst gestellt. Drei weitere Bestellungen wurden storniert und die verbleibenden drei Einheiten unvollendet eingemottet.
1951 fällte dann die britische Regierung die Entscheidung, die unvollendeten Schiffe mit einem geänderten Design fertigzustellen. Hauptsächlich wurde die Hauptartillerie auf modernere, automatisiert nachladende QF-6-Zoll-(152-mm)-Geschütze mit Kaliberlänge 50 umgestellt. Diese wurden in zwei Drehtürmen mit je zwei Geschützen angeordnet. Für die Luftabwehr wurden 3×2 schnellfeuernde 76-mm-Maschinenkanonen der Kaliberlänge 70 mit 90–120 Schuss pro Minute verbaut. Zudem erhielt jeder Einzelturm ein MRS3-Feuerleitradar. Theoretisch konnten die Kreuzer mit ihren beiden Türmen und den Luftabwehrgeschützen ein Sperrfeuer von 800 Schuss pro Minute erzeugen und die Schiffe hatten eine Reichweite von 12.000 km bei 13 Knoten.
In dieser Konfiguration erfolgte die Einordnung der Schiffe als eigenständige Tiger-Klasse, und die Einheiten wurden in den Jahren 1959 bis 1961 schließlich in Betrieb genommen.

## Umbau
Trotz des modernisierten Designs der Tiger-Klasse wurde bereits mit dem Ende des Zweiten Weltkriegs deutlich, dass konventionelle Kriegsschiffe mit ausschließlicher Rohrbewaffnung nicht mehr den immer komplexer werdenden Anforderungen der Seekriegführung gerecht wurden. Die technische Weiterentwicklung in der Luftwaffen- und Raketentechnik machte die Schiffe verwundbar, und die vergleichsweise große Besatzung verursachte Kosten, die zum begrenzten Einsatzspektrum in keinem vernünftigen Verhältnis standen.
Daher wurde nach kontroversen politischen Diskussionen zum Ende der 1960er-Jahre beschlossen, die Schiffe zu „Hubschrauber- und Kommandokreuzern“ umzubauen. Für die Tiger und die Blake entfiel dazu der achtere Geschützturm zugunsten eines Landedecks mit Hangars für vier Hubschrauber (anfangs Westland Wessex, später Westland Sea King). Die Schornsteine wurden überarbeitet und deutlich schmaler, ergänzt durch neue Abdeckungen, und die Radarausrüstung wurde modernisiert. Ebenso wurden umfangreiche Führungs- und Kommandoeinrichtungen installiert, um die Schiffe in Zukunft als Flaggschiff für „Task-Groups“ nutzen zu können. Um im Bezug auf die Luftabwehr der Zeit gerecht zu werden, wurden pro Schiff zwei Starter mit je vier Raketen vom Typ GWS 22 Seacat installiert.
Die Lion wurde nicht modernisiert, vor allem, nachdem die geplanten Umbaukosten der ersten beiden Einheiten signifikant überschritten worden waren.
Sie diente fortan als Ersatzteilspender für ihre beiden Schwesterschiffe, bis sie 1975 endgültig verschrottet wurde.

## Einheiten
| Kennung | Name                             | Bauwerft                                              | Kiellegung      | Stapellauf        | Indienststellung | Außerdienststellung | Baukosten    |
| ------- | -------------------------------- | ----------------------------------------------------- | --------------- | ----------------- | ---------------- | ------------------- | ------------ |
| C20     | Tiger (ehem. Bellerophon)        | John Brown & Company, Clydebank                       | 1. Oktober 1941 | 25. Oktober 1945  | 18. März 1959    | 20. April 1978      | £ 12.820.000 |
| C34     | Lion (ehem. Defence)             | Scotts Shipbuilding and Engineering Company, Greenock | 24. Juni 1942   | 2. September 1944 | 20. Juli 1960    | 31. Dezember 1972   | £ 14.375.000 |
| C99     | Blake (ehem. Tiger, ehem. Blake) | Fairfield Shipbuilding and Engineering Company, Govan | 17. August 1942 | 20. Dezember 1945 | 8. März 1961     | 31. Dezember 1979   | £ 14.940.000 |